# Vignetta umoristica

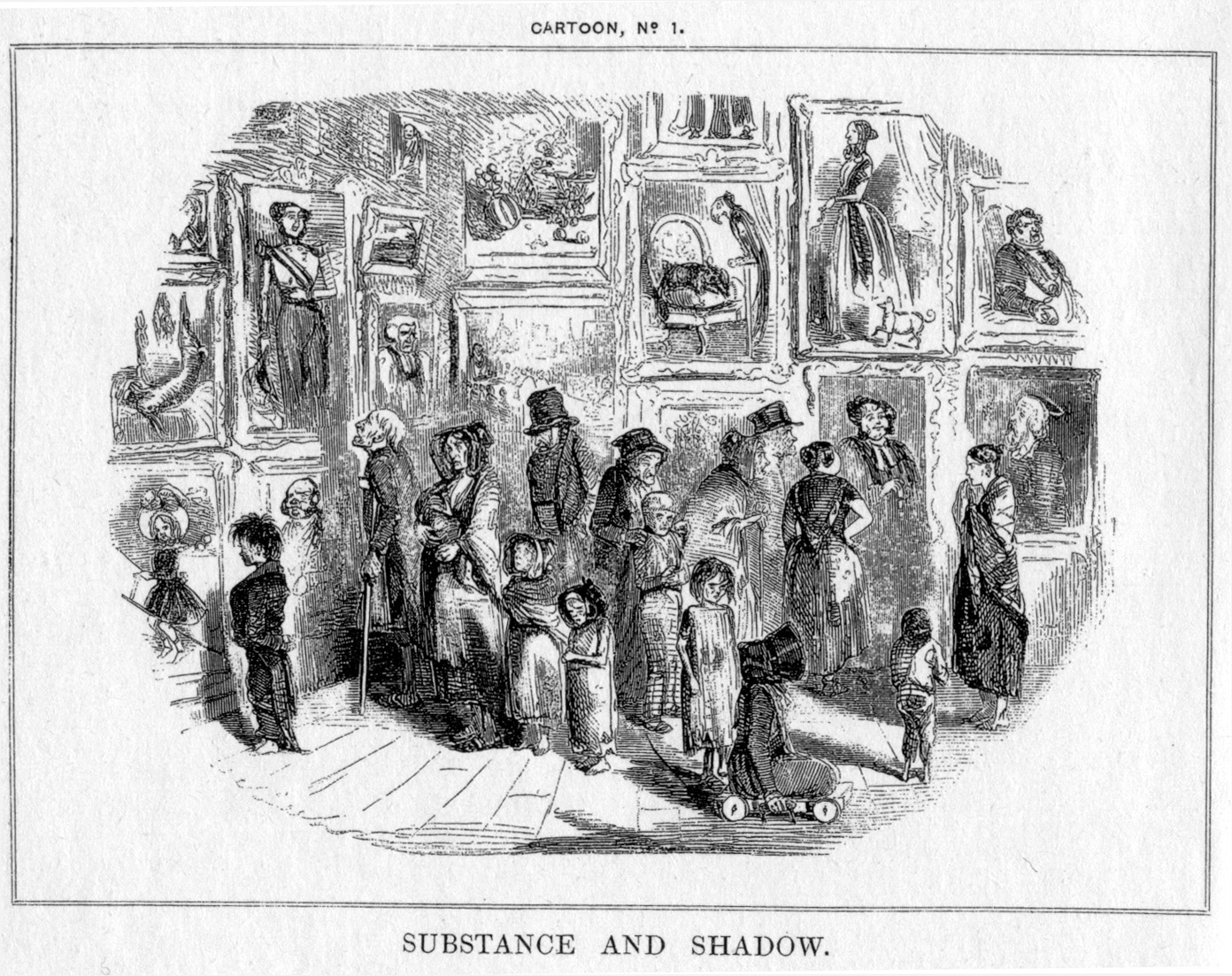
Cartoon, No. 1 di John Leech, Substance and Shadow (1843), sul Punch, di carattere satirico

La vignetta umoristica, chiamata anche semplicemente vignetta, è un riquadro che si trova in un libro (in particolare all'inizio o alla fine di un capitolo), in una rivista, in un almanacco; un'illustrazione che rappresenta una scenetta al cui interno si trovano uno o più personaggi con le loro battute in genere brevi e fulminanti. Viene messa a punto dal vignettista.
A differenza delle vignette (o scene) destinate al fumetto, non sempre compaiono le nuvolette e le battute possono essere scritte anche come didascalia.
La vignetta umoristica può essere di carattere satirico o politico. Spesso si ha anche l'uso della caricatura.
La storia della vignetta politica in particolare è ormai ultrasecolare e ha annoverato anche autori assunti a notevole fama. 
In questo ambito specifico, tra gli italiani più celebri si ricordano: Giorgio Forattini, Emilio Giannelli, Francesco Tullio Altan, Angese, Massimo Bucchi, Renato Calligaro, Vauro Senesi, Mauro Biani, Federico Palmaroli e altri.